# 1465 a tudományban
Az 1465. év a tudományban és a technikában.

## Születések
- február 6. - Scipione del Ferro matematikus